# Handeliobryum sikkimense
Handeliobryum sikkimense är en bladmossart som beskrevs av Ryszard Ochyra 1986. Handeliobryum sikkimense ingår i släktet Handeliobryum och familjen Neckeraceae. Inga underarter finns listade i Catalogue of Life.